# Rebecka Karlsson
Rebecka Karlsson (Helsingborg, 12 juni 2000) is een Zweeds zangeres. Ze heeft deelgenomen aan Talang en Melodifestivalen.

## Biografie
Karlsson nam op achtjarige leeftijd deel aan Talang, dat werd uitgezonden op TV4. Vijf jaar later nam ze nogmaals deel aan Talang, de Zweedse versie van Holland's Got Talent, nu uitgezonden op TV3 en haalde de halve finale. Karlsson tekende in 2014 een platencontract bij Popopjone Records. Onder dit label bracht ze haar eerste single "Ghost Flower" uit, dat het officiële lied werd van de het LGBT-festival Pride Ung in Stockholm. In 2016 deed Karlsson mee aan de Zweedse versie van Idol. Ze behaalde de finale die plaatsvond in de Globen Arena, waarin ze op 8 december 2016 op de tweede plaats eindigde. Drie jaar later nam Karlsson deel aan Melodifestivalen 2019 met het nummer "Who I Am". Ze stootte ermee door naar de "Second Chance" ronde.